# 만경관
현재 메가박스 프리미엄 만경관.
만경관(萬鏡館)은 1922년에 이재필이 설립한, 대구에서 최초로 설립된 조선인 자본의 극장이다. 대구광역시 중구 국채보상로 547(종로1가 29-4)에 소재해 있다.

## 특징
예전에는 각종 무대 공연과 집회가 이루어지던 대중문화 공간이었다. 한국 전쟁 당시에는 대구 피난민 수용소로 사용되었다. 한국 전쟁 이후에는 미 군정의 신탁통치에 반대하여 여자국민당경북지부가 1953년에 결성된 공간이기도 하다. 2002년 6월 서울의 MMC와 제휴, MMC만경관으로 개칭하여 영화 전용관이 되었다. 2013년 10월 7일 리모델링을 위해 휴관하여 2013년 12월 20일에 CINEMA 1922 만경관으로 상호를 변경하여 재개관하였다.
이후 2018년 4월 25일 롯데시네마와 브랜드 제휴를 통해 전좌석 씨네컴포트(리클라이너)로 새 단장하였고, 
2024년 4월 22일 메가박스와 브랜드 제휴하여 메가박스 프리미엄 만경관이 되었다.

## 주요상영영화와 상영연대
- 장화홍련전(1924): 김영환 감독, 손병두 변사 /
- 해의비곡(1924): 왕필렬(일본인) /
- 숙영낭자전(1928): 이경손 감독, 손병두 변사 /
- 아리랑(1952): 나운규 감독
- 안녕하세요

## 주요사건
- 1947년 대구부가 일제로부터 접수하고 있던 만경관을 민간인과 정식 임대 계약을 체결.
- 1950년대 반공예술제 개최
- 1990년 존 글랜의 (살인면허), 제리 주커의 (사랑과영혼) 개봉으로 인해 UIP 직배 문제가 스크린쿼터제에 위배되어 논란.

## 참고자료
- (음악이란 무엇인가) 손태룡 저(2006)/
- (부산근대 영화사) 홍영철 저(2009)/
- (우리영화 살리기) 정중헌 저(1999)/
- (현대여성소설의 페미니즘 정신사) 임금복 저(2000)/